# 原水母綱
原水母綱（Protomedusae）是過去刺胞動物門下的一個綱級分類元。在重新審視其成員形態後，其成員已被重新劃入多孔動物門，因此本分類元基本上不再使用。

## 歷史
1895年，查尔斯·都利特·沃尔科特等人發現了布魯克斯水母（Brooksella alternata），並將其獨立一科布魯克斯水母科（Brooksellidae），並將其劃入缽水母綱。後來卡斯特（Caster, K.E）將其劃為獨立新綱，即原水母綱。
後來更進一步的研究認為所謂布魯克斯水母應當屬於多孔動物門六放海绵綱的成員，故基本上本分類元已經廢棄不用。